# توماس دیگبی
توماس دیگبی (انگلیسی: Thomas Digby؛ زادهٔ ۲۳ ژوئیهٔ ۱۹۹۸) قایقران روئینگ اهل بریتانیا است.
وی در مسابقات کشوری و بین‌المللی در مجموع برندهٔ ۵ مدال طلا شده است.